# Naviti
Naviti is een eiland in de Yasawa-archipel in Fiji, tussen Yaqeta en Waya. Het heeft een oppervlakte van 34 km² en het hoogste punt meet 388 meter.